# Jean Allary
Pour les articles homonymes, voir Allary.
Jean Allary (Jean Anatole Marius Allary), né le 16 août 1894 à Paris 12e et mort le 23 juin 1959 à Lima (Pérou), est un journaliste et écrivain français.

## Biographie
Jean Allary est le fils de Georges Ferdinand Allary, ingénieur, et d’Eugénie Louise Roux.
Élève de philosophie au lycée Henri-IV à Paris, puis à l'École normale supérieure, agrégé de philosophie, il épouse à Paris le 20 octobre 1930 Céline Jean (1897-1959), artiste décoratrice, également connue sous le nom de Line Allary ou Line Aman-Jean, fille du peintre et critique d'art Edmond Aman-Jean.
Jean Allary passe l'année universitaire de 1928-1929 comme étudiant échangiste au Trinity College de Dublin ; son homologue irlandais qui a passé l'année à l'École normale supérieure était Samuel Beckett. Allary s'est inspiré de son séjour en Irlande pour écrire son premier roman, Tous phares éteints, dont l'intrigue se déroule vers 1919. Le professeur de Beckett, T. B. Rudmose Brown a cru se reconnaître dans le personnage ridicule de « Rudmose McAllister » et a tenté d'empêcher la publication du roman.
Européen convaincu, Jean Allary est rédacteur en chef du magazine L’Europe nouvelle fondé par Louise Weiss après la Première Guerre mondiale. Il collabore également à la Revue de Paris.
Rédacteur à la Société d'études et d'informations économiques, correspondant de l'agence Havas à Rome de 1931 à 1938, directeur des services diplomatiques et politiques de l'Agence France-Presse à partir de 1946, il est également président de l'Association de la Presse diplomatique.
Pendant l'Occupation, il publie sous le pseudonyme de Rémy Lambert plusieurs nouvelles et roman.
Jean Allary disparaît avec sa femme, Céline Jean, le 23 juin 1959 au Pérou dans la Cordillère des Andes, dans l'accident d'un DC4 de la compagnie Avianca qui assurait la liaison Bogota-Lima. L'épave fut retrouvée sur les hauteurs à 32 km de Casma, ville située à 330 km au nord de Lima.
Une messe fut célébrée quelques jours plus tard en l'église Saint-Germain-des-Prés à Paris en leur mémoire, en présence notamment d'André François-Poncet et Louis Joxe, ambassadeurs de France, Armand Bérard et Pierre de Leusse, représentants de la France à l'ONU et à l'OTAN, Raymond Offroy, Jacques Bayens, Baillou, Sébillot, Rivière, Basdevant, ministres plénipotentiaires, Jean Marin, directeur général de l'agence France-Presse et Léon Chadé, directeur de l'Est républicain de Nancy.
Jean Allary est officier de la Légion d'honneur.

## Distinctions
- Officier de la Légion d'honneur[Quand ?]

## Publications
Il écrit également des romans et études, dont notamment :
- Tous phares éteints (1928)
- Un petit-fils de Marlborough, Winston Churchill (1945)
- La grange aux femmes (1945)
- Le silence et les tambours (1946) - Prix Narcisse-Michaut de l’Académie française en 1947
- Nouvelle Histoire d'Angleterre (1948)
- Traductions d'Isadora Duncan (Ma Vie), d'Alexander Baron (D'un même cœur, roman d'un soldat anglais), ainsi que de Francesco Jovine.

Nouvelles et romans policiers sous le pseudonyme « Rémy Lambert » :
- Un mort sous les ajoncs (1944), édition Colbert, collection Le mot de l'énigme.
- La maison de la chouette, collection Vidocq (n° 5).
- La main coupée (1944), édition L'Étrave, collection Vidocq (n° 9)
- Le bison noir, collection Hardi (1944).